# Scott Tixier
Pour les articles homonymes, voir Tixier.
Scott Tixier (né le 26 février 1986 à Montreuil) est un violoniste de jazz français. Il étudie le violon classique au conservatoire de Paris. Par la suite, il étudie l'improvisation en autodidacte et avec Florin Niculescu puis Malo Vallois.
Scott Tixier a travaillé dans de nombreux genres, dans le théâtre, spectacles de Broadway à New York, pour Sony Pictures, ARTE Creative, Heineken, Dos Equis et Fisher-Price. Pour la television America's Got Talent sur la chaine NBC ; avec Zedd dans le David Letterman Late Show sur CBS. Pour Josh Groban; Gladys Knight; Joss Stone; Harvey Keitel, Robert De Niro, Sting, Jean Reno, Whoopi Goldberg, Marc Jacobs, Pierre Palmade, Pierre Richard, David Ackroyd (Dallas, série télévisée), le joueur de NBA Allan Houston, Christina Aguilera, Chrisette Michele, Doug E. Fresh et JR. Il participe aussi à la "fashion week avec le magazine Vogue", son intervention est chroniqué dans le New York Times

## Biographie
Il joue et enregistre avec un large éventail d'artistes, y compris Stevie Wonder, Anthony Braxton, Natalie Cole, The Isley Brothers , Maceo Parker, Gladys Knight, Siegfried Kessler, Greg Phillinganes, Lonnie Plaxico, Myron Walden, Clifford Adams (Kool & the Gang), Kenny Grohowski, Helen Sung, Sara Serpa, Brice Wassy, Nicolas Genest, Gerald Cleaver, Lew Soloff, Tigran Hamasyan, James Weidman, Marcus McLauren, Michael Eckroth, Vince Ector. 
Scott s'est produit au Carnegie Hall, au Madison Square Garden, au Radio City Music Hall, au Jazz at Lincoln Center, le Apollo Theater, le Blue Note Jazz Club, le Smalls Jazz Club, The Stone, la Roulette, Hammerstein Ballroom, Joe's Pub, Williamsburg Music Center et le United States Capitol à Washington D.C. Adolescent, Scott a été invité à plusieurs Master Class avec quelques-uns des meilleurs musiciens de jazz, notamment Elvin Jones, McCoy Tyner et Steve Coleman.
En 2007, il reçoit le premier prix de Trophées du Sunside avec son frère jumeau Tony Tixier à Paris, France. En 2008, Tixier a déménagé à New York et a poursuivi sa carrière à la fois comme un sideman dans le groupe de Lonnie Plaxico, Dave Douglas, Anthony Braxton, Ensemble Numinous et en tant que leader. Scott Tixier a également été soutenu par des artistes comme Jean-Luc Ponty, Pat Metheny, Marcus Miller, Mark Feldman, Jacques Schwarz-Bart, et Lonnie Plaxico. En 2008, il a été endossé par Corelli Savarez (cordes) et en novembre 2011, il a été signé par le label discographique américain, Sunnyside Records.
En 2012, Tixier est nommé Rising Star violon à la 60e édition du Downbeat Critics Poll par le magazine Downbeat. En 2013, Tixier est nommé Best New Artist par JazzTimes Magazine. La même année, il est nommé pour la 2e année consécutive Rising Star violon à la 61e édition du Downbeat Critics Poll. En mai 2013, Scott Tixier est violoniste pour le 74e anniversaire de l'acteur Harvey Keitel.
En 2014 Il participe avec son frère jumeau Tony Tixier à la réalisation du travail de l'artiste Janet Cardiff en composant la musique. L'œuvre commandée par la Fondation Louis Vuitton est incluse dans le programme d'inauguration le 27 octobre 2014.
En 2014 et 2015 il joue avec Stevie Wonder pour la tournée aux USA "Songs In The Key Of Life" Tour. Il joue tout le concert mais Stevie Wonder le présente à son public à chaque concert avec un solo de violon sur Knocks Me Off My Feet. La tournée inclut des salles de 20,000 places comme le Madison Square Garden, le Barclays Center et le Prudential Center.

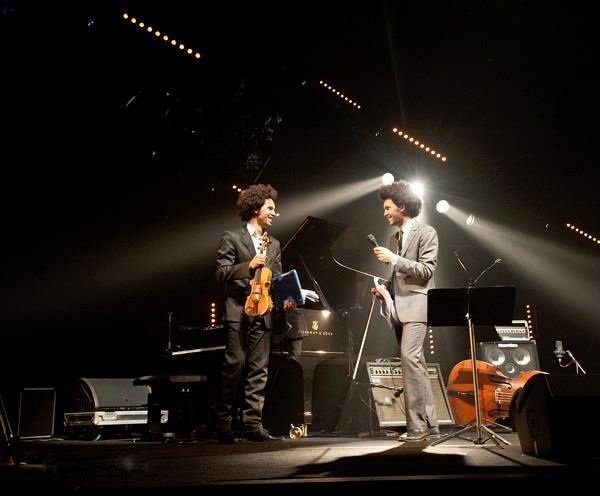
Tony Tixier et Scott Tixier au festival Jazz en tête.

## Prix et distinctions
- 2016 :  Rising Star Violon à la 64e édition du Downbeat Critics Poll
- 2015 :  Rising Star Violon à la 63e édition du Downbeat Critics Poll
- 2013 : Rising Star Violon, à la 61e édition du Downbeat Critics Poll[7]
- 2013 : Best New Artist, par JazzTimes Magazine[6]
- 2012 : Rising Star violon, à la 60e édition du Downbeat Critics Poll[5]
- 2012 : L'album "Brooklyn Bazaar" classé dans le JazzTimes Magazine Critics Top 50 CD de l'année 2012
- 2012 : Tixier est repris par NPR comme Song of the Day.
- 2012 : Coup de Cœur FNAC pour l'album "Brooklyn Bazaar"
- 2007 : Trophées du Sunside, à Paris, France.

## Instruments
Son violon est un Collin-Mezin de 1889. Tixier utilise des archets français Emil Miquel et une colophane faite par "Motrya Gold".
Son étui de violon appartenait au violoniste Isaac Stern pour son "del Gesù" de 1740, il a été spécialement conçu par Dimitri Musafia.

## Discographie

### Albums
- Brooklyn Bazaar (Sunnyside, 2011)
- Cosmic Adventure  (Sunnyside, 2016)
- Bonfire  (Tixland, 2025)

### Singles
- Black Magic  (Tixland, 2025)
- Twin Power  (Tixland, 2025)

### Albums
- Like A Road Leading Home, Sofia Laiti ; James Weidman (2011)
- Tony Middleton, Session Studios Lofish (2011)
- Ephemera - Distance (Live At Lofish Studio Manhattan New York), Christian Ravaglioli (2011)
- When We Arrive, Foldersnacks, Jesse Elder (2010)
- Sangatsu, Keiichi Murata (2010) Tsumori Recordings
- Roll the Dice, Yvonnick Prene Group (2007)
- Introduicing, Yvonnick Prene Group (2006)
- Shareef Clayton, "North & South" (2015)
- Anthony Braxton, Trillium J (2014)
- John Wick Bande Originale, Evil Man Blues (The Candy Shop Boys) (2014) Lionsgate
- Keyon Harrold, The Mugician (Sony, 2017)
- Jana Herzen, Nothing but Love (Motema, 2020)
- John Legend, A Legendary Christmas (Columbia Records, 2018)
- Charnett Moffett, Bright New Day (Motema, 2019)
- Hans Zimmer, The Lion King [2019 Original Motion Picture Soundtrack] (Disney, 2019)
- Brian Tyler, Charlie's Angels (Original Motion Picture Score) (Sony Classical, 2019)
- Tony Tixier, I am Human (Whirlwind Records, 2020)
- Count Basie Orchestra, Ella 100: Live at the Apollo! (Concord, 2020)
- Ben l'Oncle Soul, Addicted to You (Blue Note, 2020)
- John Legend, Bigger Love (Columbia Records, 2020)
- Terence Blanchard, Da 5 Bloods (Original Motion Picture Score) (Sony Music, 2020)
- Brian Jackson, Milton Nascimento, Of Corners & Bridges (Selo Sesc, 2025)

## Filmographie/Audiovisuel
- Documentaire DOUBLE JEUX, Tony Tixier Quartet inviter Scott Tixier, CINAPS TV (2013)
- Ogres, les Fauves de Farafangan, par Léandre Bernard Brunel, ARTE Creative (2011)
- Silent Night, réalisé par Bryan Parker, Sony (2011)
- Pierre et Fils, Pierre Palmade, TF1 (2008)
- Tous Places, Alban Capello, Atypik prod, Equidia TV (2005)
- David Letterman Show sur CBS (2013)
- America's Got Talent season 8 sur NBC (2013)
- Janet Cardiff "Les Cent Quarante-six Marches" Video Walk Fondation Louis-Vuitton pour la création (2014)
- John Wick avec Keanu Reeves et Willem Dafoe (2014)
- America's Got Talent season 10 sur NBC (2015)